# Barria
Barria — монотиповий рід грибів родини Phaeosphaeriaceae. Назва вперше опублікована 1994 року.

## Класифікація
До роду Barria відносять 1 вид:
- Barria piceae

## Поширення та середовище існування
Знайдений на листках Picea schrenkiana у провінції Сіньцзян, Китай.